# Finhaut
Finhaut est une commune suisse du canton du Valais située dans le district de Saint-Maurice.

## Géographie

### Situation
La commune de Finhaut s'étend sur 22,86 km2. Lors du relevé de 2013-2018, les surfaces d'habitations et d'infrastructures représentaient 3,8 % de sa superficie, les surfaces agricoles 2,8 %, les surfaces boisées 32,8 % et les surfaces improductives 60,5 %.
La commune se situe dans la haute vallée du Trient, à la frontière franco-suisse. Son territoire comprend, outre Finhaut situé à 1 223 mètres d'altitude, les localités de Giétroz et du Châtelard.

### Transports
Outre les gares situées sur le territoire de la localité du Châtelard, le centre du village est desservi en gare de Finhaut par les trains Regio des TMR reliant Martigny à Vallorcine.

## Toponymie
Le nom de la commune vient du latin fēnīlĕ (fenil), lui-même dérivé de foenum (foin). Il résulte d’un rapprochement avec les mots français « fin » et « haut ».
La commune se nomme Finyou en patois valaisan.

## Histoire
Si quelques indices archéologiques laissent penser que la commune de Finhaut a été parcourue dès l’âge du bronze ancien (gravures rupestres et monnaies romaines), l’occupation du site est attestée historiquement depuis la fin du XIIIe siècle. Vers 1270, la famille « de Finhaut » en conflit avec les « de Salvan » pour la métralie de la vallée, quitte Salvan et s’installe dans les mayens. La première mention de Finhaut « Effeniaz » indiquerait cette origine liée au foin. Une première communauté d’hommes (Homines d’Effenia) y est attestée en 1299.
À la même époque, non loin de là, des Walser s’installent à Vallorcine, ils colonisent la région et débordent très vite sur les Jeurs, le Châtelard et Giétroz. Sur le territoire actuel de la commune, les contacts entre les deux populations furent certainement nombreux dès le XIIIe siècle.
Dépendant tout d’abord de Salvan où résidait le métral représentant de l’abbé de Saint-Maurice, seigneur spirituel et temporel de la rive gauche de la vallée du Trient, Finhaut acquiert son indépendance en juin 1649 à la suite d'une épidémie de peste. Les morts étant trop nombreux en 1638, on ne peut les enterrer à Salvan, de sorte qu’on établit un premier cimetière et édifie oratoire qui deviendra chapelle en 1652. Depuis lors la paroisse de Finhaut sera gérée de façon indépendante. Un métral y représente les intérêts de l’abbé. Les deux communes seront définitivement séparées en 1874 après le partage des terrains indivis de la plaine (Vernayaz dont ¼ du territoire dépendait de Finhaut et ¾ de Salvan), avant qu’à son tour Vernayaz, en 1912 ne se sépare de Salvan.
Depuis le XIIIe siècle et jusqu’au XIXe siècle, Finhaut a vécu de l’économie traditionnelle alpine : élevage, culture du seigle, chasse et quelques activités permettent à la population de survivre en ces lieux. En 1817, l’année est si difficile - petit âge glaciaire couplée aux conséquences climatiques de l’éruption du volcan indonésien Tambora en 1815 – une partie de la population menée par le curé décide d’émigrer au Brésil. Devant le refus catégorique de l’abbé, seuls 17 Fignolins embarqueront en 1819 en compagnie des fondateurs de Nova Friburgo, leurs descendants, rassemblés dans l’association Geneviève Lugon-Moulin, sont aujourd’hui plus de 8 000.

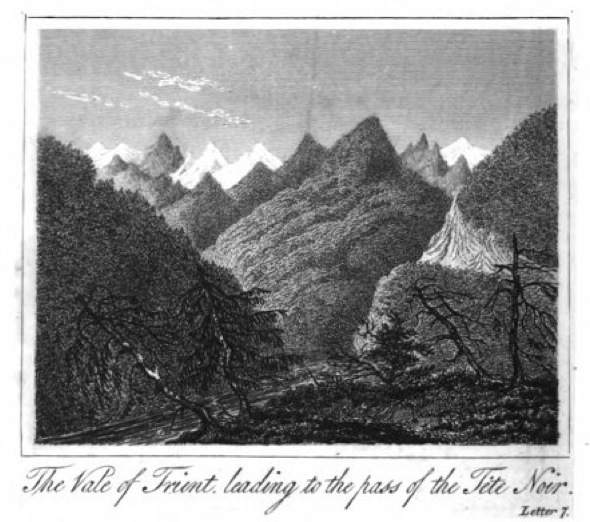
La vallée du Trient qui conduit au pas de la Tête Noire, gravure du XIXe siècle depuis un livre de voyage dans les Alpes.

Avec l’avènement du tourisme et la proximité des glacières de Savoie, la région voit dès la fin du XVIIIe siècle affluer les visiteurs à la suite des premiers lords anglais inventeurs du tourisme. Aux chemins muletiers, et à l’hébergement chez le curé, succèdent très vite les premières routes carrossables et hôtels au confort des villes. Entre 1860 et 1911, Finhaut voit la construction de quelque 23 hôtels-pensions. La route des diligences en 1861, puis le chemin de fer en 1906 (chemin de fer Martigny-Châtelard), font de l’endroit une des plus importantes stations touristiques du Valais. Elle rivalise avec Zermatt pour accueillir l’aristocratie européenne et anglaise en particulier. Encore aujourd’hui l’architecture particulière de cette époque fait de Finhaut un site classé d’importance nationale. La Vallée du Rhône, journal illustré des stations du Valais écrit en 1908 : « Superbe station alpestre de premier ordre, avec des hôtels dignes d’une capitale, trop beaux pour la montagne, mais Finhaut a une clientèle anglaise qui demande son luxe habituel. » Ceci n’est pas aussi sans créer quelques méfiances ou mécontentements, ainsi en 1899, Louis Coquoz écrit : « Les Fins-Hauts se voient depuis quelque quinze ans envahis, débordés par les Anglais qui y font chaque année un séjour prolongé. C’est aujourd’hui un de leurs boulevards alpestres. Pour eux voir Fin-Hauts et mourir. »
La Première Guerre mondiale et la crise des années 1930 marqueront le coup d’arrêt du développement touristique de la Belle Époque. Les hôtels étant conçus pour l’été et l’absence de développement du tourisme hivernal dans les années 1950-60 font rentrer, peu à peu, l’ancien lieu de rendez-vous huppé dans le rang des petites stations de montagne. Au développement touristique de première génération succède l’hydroélectricité pour assurer l’économie locale. Dès 1913, les chemins de fer fédéraux suisse s’intéressent à la région pour y établir un barrage afin d’électrifier le réseau suisse. De 1920 à 1925, ils bâtissent le barrage de Barberine, puis en 1954, le barrage du Vieux-Émosson. Peu après, EDF, Motor Columbus et Aar et Tessin s’associent aux CFF pour construire le dernier grand barrage de Suisse : Émosson.
Routes et usines hydroélectriques contribuent dès lors au développement économique de la région, notamment en assurant des redevances intéressantes pour la commune (50 % des revenus). De nouveaux investissements voient le jour : piscine couverte, salle polyvalente, réaménagement des places… Une partie des anciens hôtels, devenus préventorium et colonie de vacances entretemps, sont transformés en appartements et permettent à la population de croître à nouveau. De 450 au début du XXe siècle, celle-ci était tombée à moins de 300 à la fin des années 1980, pour remonter à 350 dans les années 2000.
Pour l’avenir, outre les projets touristiques développés avec les communes voisines, un nouveau grand projet hydroélectrique (Nant de Drance) nécessitant quelque 1 milliard d’investissement pourrait redonner un second souffle à l’économie locale et assurer le désendettement et l’avenir de la commune avant le retour des concessions CFF en 2017. La commune compte de nombreux sites patrimoniaux, le plus connu est le site à empreintes de dinosaures du Vieux-Émosson. En 2016, Finhaut accueille la 17e étape du Tour de France avec arrivée au barrage d'Émosson.

## Population

### Gentilé
Les habitants de la commune se nomment les Fignolins (fém. : Fignolintzes) ou les Féniolins ou Fégnolains.
Ils sont surnommés les Dinosaures, en allusion aux traces d'animaux préhistoriques à Émosson, et les Pinoros.

### Démographie

#### Évolution de la population
La commune compte 400 habitants au 31 décembre 2023 pour une densité de population de 17 hab/km2. Sur la période 2010-2023, sa population est restée stable (canton : 17,0 % ; Suisse : 9,4 %).  

#### Pyramide des âges
En 2023, le taux de personnes de moins de 30 ans s'élève à 28 %, au-dessous de la valeur cantonale (31 %). Le taux de personnes de plus de 60 ans est quant à lui de 36 %, alors qu'il est de 27,5 % au niveau cantonal.
La même année, la commune compte 206 hommes pour 194 femmes, soit un taux de 51,5 % d'hommes, supérieur à celui du canton (49,9 %).
| Hommes | Classe d’âge | Femmes |
| ------ | ------------ | ------ |
| 1,5    | 90 ans ou +  | 0,5    |
| 11,2   | 75 à 89 ans  | 13,4   |
| 24,3   | 60 à 74 ans  | 21,1   |
| 21,8   | 45 à 59 ans  | 20,6   |
| 12,6   | 30 à 44 ans  | 17,0   |
| 16,0   | 15 à 29 ans  | 16,0   |
| 12,6   | - de 14 ans  | 11,3   |

| Hommes | Classe d’âge | Femmes |
| ------ | ------------ | ------ |
| 0,6    | 90 ans ou +  | 1,3    |
| 8,0    | 75 à 89 ans  | 10,1   |
| 17,1   | 60 à 74 ans  | 17,9   |
| 21,0   | 45 à 59 ans  | 20,7   |
| 21,3   | 30 à 44 ans  | 20,1   |
| 17,3   | 15 à 29 ans  | 16,0   |
| 14,7   | - de 14 ans  | 14,0   |

## Héraldique
| Blason | Blasonnement : « De gueules au château à trois tours d'argent, accompagné en chef de deux flèches d'or passées en sautoir. » |

Les armoiries de Finhaut ont été adoptées en 1931. Elles rappellent le saint patron de Finhaut saint Sébastien ainsi que le fort Châtelard qui servait à garder la frontière près de Vallorcine.